# Armando Pantanelli
Armando Pantanelli (Torino, 1º giugno 1971) è un dirigente sportivo, allenatore di calcio ed ex calciatore italiano, di ruolo portiere.

## Carriera

### Club
Fra il 1986 e il 1992 milita nelle giovanili della Reggiana, dove peraltro non entra mai in campo.
Le prime presenze fra i professionisti le raccoglie in Serie C2, all'Olbia, dove, dopo una stagione da secondo portiere, nel 1993 diventa titolare. In tutto con la squadra sarda le presenze sono 35, con 23 reti subite.
Seguono due anni da titolare al Carpi in C1; nell'estate 1996, durante un'amichevole con l'Inter, viene notato dall'allenatore Roy Hodgson: così Pantanelli trascorre la stagione 1996-97 all'Inter da terzo portiere, chiuso dai più esperti Gianluca Pagliuca e Andrea Mazzantini. Nel novembre del 1997, dopo aver giocato le prime partite di campionato alla Reggiana, ottiene una maglia da titolare alla Fidelis Andria, dove però resta un solo anno, prima di tornare nuovamente alla Reggiana. Con gli emiliani rimane fino a gennaio 1999, quando passa al Perugia in uno scambio di prestiti con Angelo Pagotto.
Seguono due stagioni a Cosenza e poi l'approdo al Cagliari, sempre in B. In Sardegna gioca per tre stagioni conquistando una promozione in serie A, ma non gioca nella massima categoria, perché nell'estate 2004, svincolato, viene ingaggiato dal Catania. Nel maggio del 2006 raggiunge con gli etnei la promozione in serie A.
Nel luglio 2007 viene messo sul mercato ed escluso dagli allenamenti: il portiere, insieme ai compagni Mattia Biso e Gianluca Falsini denuncia il club etneo per mobbing al Collegio Arbitrale della Lega Calcio, che condanna il Catania a reintegrare i tre giocatori in rosa. L'8 settembre 2007 Pantanelli e Falsini sono coinvolti in un'inchiesta della magistratura di Siracusa su un giro di scommesse clandestine. Non vengono comunque indagati.
Pochi giorni più tardi, Pantanelli passa all'Avellino, che gli offre un posto da titolare, ma dopo alcune partite non è più titolare. Conclusa l'esperienza irpina, il 7 ottobre 2008 viene ingaggiato dai salernitani della Paganese. Dal luglio 2009 rimane svincolato, fino al 15 febbraio 2010, quando torna a vestire la casacca della Paganese. Nell'estate del 2010, dopo sei anni, ritorna a giocare con una società sarda firmando per la S.S. Tavolara. Nel dicembre del 2010 Pantanelli passa dal Tavolara all'Arzachena, continuando quindi a partecipare al campionato di Serie D.

### Allenatore
Il 10 dicembre 2012 inizia a frequentare a Coverciano il corso di abilitazione per il master di allenatori professionisti Prima Categoria-Uefa Pro. Il 10 maggio 2013 firma il suo primo contratto da allenatore con il Formigine in Serie D per la stagione 2013-2014.
Il 18 settembre 2013, a seguito della sconfitta per 4-0 subita dalla sua squadra sul campo della Correggese, viene esonerato. Nel 2016 prova la sua prima esperienza da allenatore  di  Bambini / ragazzini con il Katane Soccer (“mi sono trovato molto bene ma con il mio lavoro attuale non era compatibile ed ho dovuto fare una scelta”).
Da settembre 2020 a dicembre 2021 ha ricoperto il ruolo di allenatore dei portieri del Catania. Sempre degli etnei il 18 luglio 2023 ne diventa nuovo team manager. Si separa un anno dopo dagli etnei.

## Fuori dal campo
Il 10 aprile 2013 partecipa, in qualità di concorrente, ad una puntata del quiz L'eredità.

## Curiosità
Pantanelli è famoso per la sua capigliatura lunga tenuta lontana dagli occhi con un berretto da baseball invece della tradizionale fascia.

## Statistiche

### Presenze e reti nei club
Statistiche aggiornate al 30 maggio 2010.
| Stagione        | Squadra         | Campionato      | Campionato | Campionato | Coppe nazionali | Coppe nazionali | Coppe nazionali | Coppe continentali | Coppe continentali | Coppe continentali | Altre coppe | Altre coppe | Altre coppe | Totale | Totale |
| Stagione        | Squadra         | Comp            | Pres       | Reti       | Comp            | Pres            | Reti            | Comp               | Pres               | Reti               | Comp        | Pres        | Reti        | Pres   | Reti   |
| --------------- | --------------- | --------------- | ---------- | ---------- | --------------- | --------------- | --------------- | ------------------ | ------------------ | ------------------ | ----------- | ----------- | ----------- | ------ | ------ |
| 1992-1993       | Olbia           | C2              | 1          | -1         | CI-C            | 0               | 0               | -                  | -                  | -                  | -           | -           | -           | 1      | -1     |
| 1993-1994       | Olbia           | C2              | 34         | -22        | CI-C            | 0               | 0               | -                  | -                  | -                  | -           | -           | -           | 34     | -22    |
| Totale Olbia    | Totale Olbia    | Totale Olbia    | 35         | -23        |                 | 0               | 0               |                    | -                  | -                  |             | -           | -           | 35     | -23    |
| 1994-1995       | Carpi           | C1              | 31         | -37        | CI-C            | 0               | 0               | -                  | -                  | -                  | -           | -           | -           | 31     | -37    |
| 1995-1996       | Carpi           | C1              | 33         | -32        | CI-C            | 0               | 0               | -                  | -                  | -                  | -           | -           | -           | 33     | -32    |
| Totale Carpi    | Totale Carpi    | Totale Carpi    | 64         | -69        |                 | 0               | 0               |                    | -                  | -                  |             | -           | -           | 64     | -69    |
| 1996-1997       | Inter           | A               | 0          | 0          | CI              | 0               | 0               | CU                 | 0                  | 0                  | -           | -           | -           | 0      | 0      |
| nov. 1997       | Reggiana        | B               | 4          | -6         | CI              | 2               | -1              | -                  | -                  | -                  | -           | -           | -           | 6      | -7     |
| nov. 1997-1998  | Fidelis Andria  | B               | 27         | -25        | CI              | -               | -               | -                  | -                  | -                  | -           | -           | -           | 27     | -25    |
| 1998-gen. 1999  | Reggiana        | B               | 19         | -25        | CI              | 2               | -3              | -                  | -                  | -                  | -           | -           | -           | 21     | -28    |
| Totale Reggiana | Totale Reggiana | Totale Reggiana | 23         | -31        |                 | 4               | -4              |                    | -                  | -                  |             | -           | -           | 27     | -35    |
| gen.-giu. 1999  | Perugia         | A               | 0          | 0          | CI              | -               | -               | -                  | -                  | -                  | -           | -           | -           | 0      | 0      |
| 1999-2000       | Cosenza         | B               | 24         | -28        | CI              | 2               | -2              | -                  | -                  | -                  | -           | -           | -           | 26     | -30    |
| 2000-2001       | Cosenza         | B               | 36         | -43        | CI              | 4               | -2              | -                  | -                  | -                  | -           | -           | -           | 40     | -45    |
| Totale Cosenza  | Totale Cosenza  | Totale Cosenza  | 60         | -71        |                 | 6               | -4              |                    | -                  | -                  |             | -           | -           | 66     | -75    |
| 2001-2002       | Cagliari        | B               | 38         | -39        | CI              | 2               | -2              | -                  | -                  | -                  | -           | -           | -           | 40     | -41    |
| 2002-2003       | Cagliari        | B               | 37         | -40        | CI              | 2               | -3              | -                  | -                  | -                  | -           | -           | -           | 39     | -43    |
| 2003-2004       | Cagliari        | B               | 42         | -45        | CI              | 1               | 0               | -                  | -                  | -                  | -           | -           | -           | 43     | -45    |
| Totale Cagliari | Totale Cagliari | Totale Cagliari | 117        | -124       |                 | 5               | -5              |                    | -                  | -                  |             | -           | -           | 122    | -129   |
| 2004-2005       | Catania         | B               | 38         | -41        | CI              | 3               | -3              | -                  | -                  | -                  | -           | -           | -           | 41     | -44    |
| 2005-2006       | Catania         | B               | 41         | -42        | CI              | 1               | -1              | -                  | -                  | -                  | -           | -           | -           | 42     | -43    |
| 2006-2007       | Catania         | A               | 37         | -68        | CI              | 0               | 0               | -                  | -                  | -                  | -           | -           | -           | 37     | -68    |
| Totale Catania  | Totale Catania  | Totale Catania  | 116        | -151       |                 | 4               | -4              |                    | -                  | -                  |             | -           | -           | 120    | -155   |
| 2007-2008       | Avellino        | B               | 23         | -35        | CI              | 0               | 0               | -                  | -                  | -                  | -           | -           | -           | 23     | -35    |
| 2008-2009       | Paganese        | 1D              | 16         | -17        | CI-LP           | -               | -               | -                  | -                  | -                  | -           | -           | -           | 16     | -17    |
| 2009-2010       | Paganese        | 1D              | 10+2       | -10 + -2   | CI-LP           | -               | -               | -                  | -                  | -                  | -           | -           | -           | 12     | -12    |
| Totale Paganese | Totale Paganese | Totale Paganese | 26+2       | -27 + -2   |                 | -               | -               |                    | -                  | -                  |             | -           | -           | 28     | -29    |
| Totale carriera | Totale carriera | Totale carriera | 493        | -558       |                 | 19              | -17             |                    | -                  | -                  |             | -           | -           | 512    | -575   |